# Psalm 145

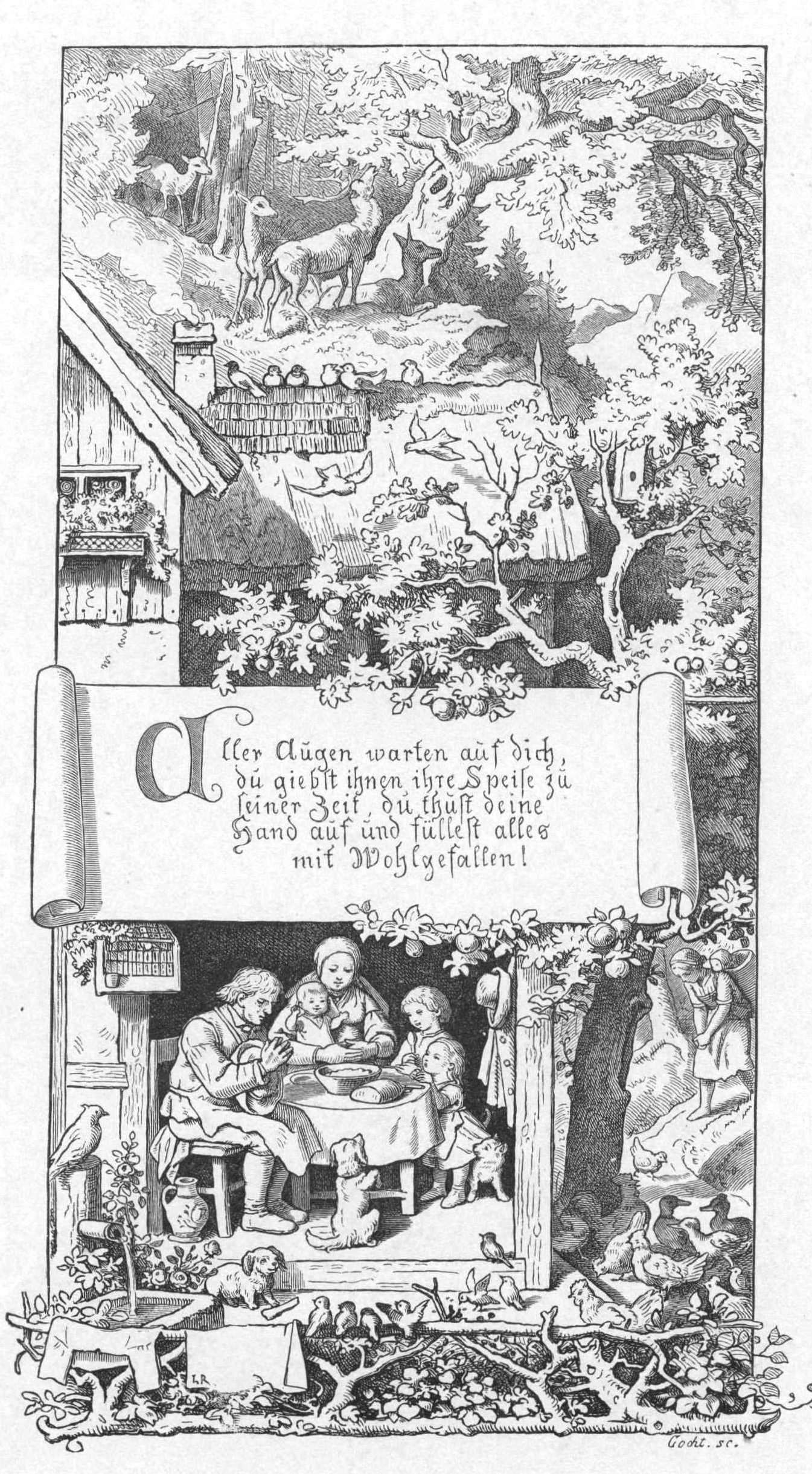
Ludwig Richter (1866), Illustration zu den oft als Tischgebet verwendeten Versen „Aller Augen warten auf dich…“
(Ps 145,15–16 EU)

Der 145. Psalm steht in der Bibel im fünften Buch des Psalters. Er ist überschrieben als EIN LOBLIED DAVIDS und gehört damit zur Gruppe der Davidpsalmen. Er gilt als einziger Psalm, der sich als hebräisch תְּהִלָ0ה tehillah – als Psalm, einen Lobgesang, ausweist.

## Entstehungszeit
Seine Entstehung wird in der exilischen oder postexilischen Periode vermutet, also nach dem babylonischen Exil (um 586 v. Chr.) und während oder nach der Rückkehr der Juden aus dem Exil. Die traditionelle Ansicht geht davon aus, dass Psalm 145 von König David verfasst wurde, der im 10. Jahrhundert v. Chr. regierte.  H. Egelkraut sieht die endgültige Gestalt ihrer Dichtung erst in der nachexilischen Ära, obgleich verschiedene kleine Sammlungen zuvor existierten. Psalm 145 gehört zu den alphabetischen Psalmen, in denen jede Strophe mit einem aufeinanderfolgenden Buchstaben des hebräischen Alphabets beginnt. Dieser Stil ist typisch für spätere Psalmen und deutet auf eine literarische Entwicklung hin, die in der Zeit nach dem Exil gebräuchlich wurde. In Psalm 145 finden sich keine direkten Verweise auf den Jerusalemer Tempel oder den priesterlichen Dienst, die eine wichtige Rolle im früheren, präexilischen Judentum spielten. Dies könnte darauf hindeuten, dass der Psalm aus einer Zeit stammt, in der die religiöse Praxis stärker auf die persönliche Beziehung zu Gott und weniger auf kultische Zeremonien fokussiert war, wie es besonders in der Zeit nach dem Exil der Fall war.

## Inhalt
Thema des Psalms ist die Herrschaft Gottes. Zunächst lobt der Psalmbeter Gott und fordert alle Generationen auf seine Werke zu preisen (Vers 1–6). Er lobt den HERRN für seine Gnade, Barmherzigkeit und Güte, die er allen zuwendet (Vers 8–9), und preist sein Königtum, damit allen Menschen seine großen Taten bekannt werden (Vers 10–12). Er lobt die Verlässlichkeit und Treue Gottes (Vers 13) und erinnert daran, dass Gott den Niedergeschlagenen beisteht (Vers 14). In den Versen 15 und 16 wird Gott direkt angesprochen. Darin wird das Vertrauen zu Gott und die Gabe der Nahrung behandelt. Anschließend wird die Gerechtigkeit Gottes gelobt (Vers 17) und die Nähe Gottes zu allen, die ihn anrufen (Vers 18). Es wird die Hilfe für die Gottesfürchtigen und die Strafe der Gottlosen angesprochen (Vers 19–20), bevor im letzten Vers nochmals dazu aufgerufen wird Gott zu loben (Vers 21).

## Stilistische Besonderheiten
Der Psalm stellt eine alphabetische Dichtung dar. Wie bei verschiedenen anderen Psalmen auch (z. B. Psalm 25 oder 119) folgen im hebräischen Originaltext die ersten Buchstaben der einzelnen Verse dem hebräischen Alphabet.
Der נ Nun-Vers fehlt jedoch im masoretischen Text. In der LXX und in 11QPsa ist er jedoch vorhanden.
Er lautet: πιστὸς κύριος ἐν τοῖς λόγοις αὐτοῦ καὶ ὅσιος ἐν πᾶσι τοῖς ἔργοις αὐτοῦ.

## Rabbinische Literatur
Im Babylonischen Talmud wird über die Besonderheit des Psalmes folgendes erzählt:

„Rabbi Eleasar sprach im Namen Rabbi Avinas: ‚Jedem der dreimal am Tag „Ein Loblied Davids“ (Ps 145,1 ) spricht, ist versprochen, der kommenden Welt anzugehören.‘ Was ist der Grund dafür? Wenn du sagen willst, dass er nach dem Alphabet geht, sprich doch ‚Selig, deren Weg ohne Tadel ist‘ (Ps 119,1 ), denn er geht achtmal [nach dem Alphabet]. Aber [wenn du sagst], weil er ‚Du tust deine Hand auf‘ (Ps 145,16 ) enthält, sprich doch den Großen Lobpreis (Ps 116 ), denn in ihm heißt es ‚Der allem Fleisch Nahrung gibt‘ (Ps 136,25 ). Aber [in Ps 145] gibt es beides. Rabbi Jochanan sprach: ‚Warum beginnt in Ps 145 kein Vers mit [dem Buchstaben] Nun? Weil er vom Untergang Israels handelt, wie es heißt „Gefallen ist sie und steht nicht wieder auf, die Jungfrau Israel‘“ (Am 5,2 ). Im Westen [in Palästina] wird es so interpretiert: Gefallen ist sie, aber sie wird nicht wieder fallen; steh auf, Jungfrau Israel! Rab Nachman bar Jizchaq sprach: ‚Auch hier ging David und half mit heiligem Geist, wenn es heißt: „Der HERR stützt alle, die fallen“‘ (Ps 145,14 ).“

Der Psalm 145 ist deshalb so herausragend, dass er dreimal täglich gesprochen werden soll, weil die Anfangsbuchstaben seiner Verse in der Reihenfolge des Alphabets angeordnet sind, und weil er die Bitte um Versorgung mit Nahrung enthält. Es wird die Frage gestellt, warum es keinen Vers gibt, der mit dem Buchstaben Nun beginnt. Der Grund ist, dass dieser Buchstabe mit dem Fall Israels assoziiert wird (נָפְלָה nāfəlāh, deutsch ‚Gefallen‘). Dieser Fall wird abgemildert durch den folgenden Vers „Der HERR stützt alle, die fallen“ (Ps 145,14 ).